# Doddakundur, Sakleshpur
Doddakundur là một làng thuộc tehsil Sakleshpur, huyện Hassan, bang Karnataka, Ấn Độ.